# Lisjötjärnen (söder om Stora Lisjön)
Lisjötjärnen är en sjö i Sunne kommun i Värmland och ingår i Göta älvs huvudavrinningsområde.